# Propaganda
Propaganda — четвёртый студийный альбом англо-американской рок-группы Sparks и второй, записанный группой с продюсером Маффом Уинвудом. Диск записывался в августе 1974 года, был выпущен в сентябре Island Records, сразу же вошёл в британские чарты и поднялся до #9. Месяц спустя, в октябре, сингл «Never Turn Your Back on Mother Earth» (c «Alabamy Right» на обороте: этот трек был записан раньше, в 1973 году, братьями Маэлами и сессионными музыкантами Джоном Портером и Полом Рудольфом) поднялся до #13. Второй сингл из того же альбома, «Something for the Girl with Everything» («Marry Me» на обороте), в январе 1975 года поднялся до #17.

## Об альбоме
Propaganda вышел под обложкой, на которой Рон и Расселл Маэлы были изображены на катере, связанными (судя по всему, похитителями), спиной к спине (на обороте они были изображены сидевшими — и также связанными — на заднем сиденье автомобиля). Этот сюжет положил начало целой серии фотографий, объединённых одной темой: на них братья Маэлы каждый раз изображались в самых неудобных позах и стеснительных обстоятельствах.

## Список композиций
Автор — Рон Маэл (кроме тех песен, к которым даны уточнения в скобках).
- «Propaganda» — 0:23
- «At Home, At Work, At Play» — 3:06
- «Reinforcements» (Ron, Russell Mael) — 3:55
- «B.C.» — 2:13
- «Thanks But No Thanks» (Ron, Russell Mael) — 4:14
- «Don’t Leave Me Alone with Her» — 3:02
- «Never Turn Your Back On Mother Earth» — 2:28
- «Something for the Girl with Everything» — 2:17
- «Achoo» — 3:34
- «Who Don’t Like Kids» — 3:37
- «Bon Voyage» (Ron, Russell Mael) — 2:54

### 21st Century Edition (бонусы)
- «Alabamy Right» — 2:11
- «Marry Me» — 2:54
- «Interview» — 7:16

## Участники записи
- Ron Mael — клавишные
- Russell Mael — вокал
- Trevor White — гитара
- Ian Hampton — бас-гитара
- Norman «Dinky» Diamond — ударные
- Эдриан Фишер — гитара
- Muff Winwood — продюсер
- Richard Digby-Smith, Robin Black, Bill Price — звукоинженеры
- Bill Price — звукоинженер ремикса
- Monty Coles — фотография, концепция дизайна